# Holocentropus omiensis
Holocentropus omiensis là một loài Trichoptera trong họ Polycentropodidae. Chúng phân bố ở miền Cổ bắc.